# Rosarno
Rosarno là một đô thị ở tỉnh Reggio Calabria trong vùng Calabria, Ý, có cự ly khoảng 70 km về phía tây nam của Catanzaro và khoảng 50 km về phía đông bắc của Reggio Calabria. Tại thời điểm ngày 31 tháng 12 năm 2004, đô thị này có dân số 15.155 người và diện tích là 39,5 km². Within the borders of Rosarno is the site of the ancient city of Medma.
Đô thị Rosarno có các frazioni (các đơn vị cấp dưới, chủ yếu là các làng) Bosco, Zimbario, Crofala, Scattarreggio, và Testa dell'acqua.
Rosarno giáp các đô thị: Candidoni, Cittanova, Feroleto della Chiesa, Gioia Tauro, Laureana di Borrello, Melicucco, Nicotera, Rizziconi, San Ferdinando.
Rosarno phần lớn là vùng nông nghiệp với các cây trồng như olive, cam chanh. Đô thị này cũng có các nhà máy đóng hộp trái cây. Phần lớn công việc nặng ở đây do người nhập cư bất hợp pháp từ châu Phi và Đông Âu làm. Ước tính có khoảng 5000 người nhập cư bất hợp pháp ở vùng Rosarno (năm 2006)..